# Acrolophus pseudohirsutus
Acrolophus pseudohirsutus är en fjärilsart som beskrevs av Hasbrouck 1964. Acrolophus pseudohirsutus ingår i släktet Acrolophus och familjen Acrolophidae. Inga underarter finns listade i Catalogue of Life.